# WWE 보텀라인
보텀라인(Bottom Line)은 WWE 러의 하이라이트 프로그램으로서 해외 수출용이다. 2002년 5월 24일 기존의 하이라이트 프로그램이었던 라이브와이어를 대신하여 방영하고 있다. 미국에는 2005년 9월부터 방영이 중단되고 미국에는 WWE A.M. 러가 방영되고 있다.
영국에서는 스카이 원 채널에서 토요일 정오에 본방송을 한 후 스카이 스포츠채널에서 재방송을 한다. 2005년 이 프로그램은 스카이 스포츠 3채널로 옮겨져서 토요일 정오에 방영이 되고 있다. 그리고 월요일 아침과 수요일 밤에 재방송되고 있다.
바텀라인은 여전히 인터넷을 통해 방영이 되고 있다. 이 프로그램은 남아시아에 텐 스포츠 채널을 통해, 이탈리아에는 GXT를 통해, 필리핀에는 솔라 스포츠를 통해, 중동지역에는 쇼스포츠 4를 통해 방영중이다. 2008년 2월 16일에 300회를 맞이하게 되었다. 그리고 그 다음날에는 애프터번이 300회를 맞이하였다. 2009년 1월, 남아프리카 공화국 위성채널인 DStv는 바텀라인 방송권을 자유채널인 e.tv와 공유하였다. e.tv에서는 그해 1월 19일부터 매주 월요일 오후 8시에 방영되고 있다. MC는 IB스포츠의 정승호 아나운서가 진행하고 있다.

## 진행자
| 연도                     | 진행자        |
| ------------------------ | ------------- |
| 2002년 ~ 2003년          | 조나단 코치맨 |
| 2003년 ~ 2005년          | 막 로이드     |
| 2005년 ~2007년 9월       | 토드 그리셤   |
| 2007년 9월 ~ 2009년 12월 | 잭 코르펠라   |
| 2009년 12월 ~ 현재       | 스캇 스탠포드 |

## 보조 진행자
| 연도          | 진행자          |
| ------------- | --------------- |
| 조나단 코치맨 | 2003년 ~ 2007년 |

## 영국 방영 시간
- 스카이 원 - 토요일 아침 (2002년 ~ 2004년)
- 스카이 스포츠 - 금요일 밤 (2005년 ~ 현재)

## 방송
WWE 바텀라인은 2002년 5월부터 2009년까지 미국에서 방영되었다가 해외 수출용으로 바뀌었다.
WWE 바텀라인은 여전히 인터넷을 통해 방송되고 있다.
| 국가              | 방송국                              | 방송시간                                                                                |
| ----------------- | ----------------------------------- | --------------------------------------------------------------------------------------- |
| 대한민국          | IB 스포츠                           | 화요일 밤 10시 30분                                                                     |
| 알제리            | 오빗 쇼타임                         | 금요일 밤 10시                                                                          |
| 바레인            | 쇼타임                              | 금요일 밤 10시                                                                          |
| 방글라데시        | 텐 스포츠                           | 화요일                                                                                  |
| 부탄              | 텐 스포츠                           | 지역에 따라 다름                                                                        |
| 차드              | 오빗 쇼타임                         | 금요일 밤 10시                                                                          |
| 키프로스          | 알파 TV                             | 수요일 저녁 8시                                                                         |
| 지부티            | 오빗 쇼타임                         | 금요일 밤 10시                                                                          |
| 두바이            | 오빗 쇼타임                         | 금요일 밤 10시                                                                          |
| 이집트            | 오빗 쇼타임                         | 금요일 밤 10시                                                                          |
| 헝가리            | TV6                                 | 월요일 밤 10시                                                                          |
| 인도              | 텐 스포츠                           | 화요일, 수요일                                                                          |
| 아일랜드          | 스카이 스포츠 3 & 스카이 스포츠 HD3 | 금요일 자정 & 토요일 정오                                                               |
| 이탈리아          | GX                                  | 월요일 오후 8시 5분 , 화요일 오후 2시 15분 , 목요일 오후 2시 15분 , 토요일 오전 9시 5분 |
| 요르단            | 오빗 쇼타임                         | 금요일 밤 10시                                                                          |
| 쿠웨이트          | 오빗 쇼타임                         | 금요일 밤 10시                                                                          |
| 레바논            | 오빗 쇼타임                         | 금요일 밤 10시                                                                          |
| 몰디브            | 텐 스포츠                           | 지역에 따라 다름                                                                        |
| 모로코            | 오빗 쇼타임                         | 금요일 밤 10시                                                                          |
| 네팔              | 텐 스포츠                           | 지역에 따라 다름                                                                        |
| 오만              | 오빗 쇼타임                         | 금요일 밤 10시                                                                          |
| 파키스탄          | 텐 스포츠                           | 화요일 , 수요일                                                                         |
| 필리핀            | 솔라 스포츠                         | 월요일 밤 9시                                                                           |
| 카타르            | 오빗 쇼타임                         | 금요일 밤 10시                                                                          |
| 사우디아라비아    | 오빗 쇼타임                         | 금요일 밤 10시                                                                          |
| 샤르자            | 오빗 쇼타임                         | 금요일 밤 10시                                                                          |
| 소말리아          | 오빗 쇼타임                         | 금요일 밤 10시                                                                          |
| 남아프리카 공화국 | e.tv                                | 토요일 오전 11시 30분                                                                   |
| 스리랑카          | 텐 스포츠                           | 화요일 , 수요일                                                                         |
| 수단              | 오빗 쇼타임                         | 금요일 밤 10시                                                                          |
| 시리아            | 오빗 쇼타임                         | 금요일 밤 10시                                                                          |
| 대만              | 트루스포츠2                         | 화요일 오전 5시                                                                         |
| 튀니지            | 오빗 쇼타임                         | 금요일 밤 10시                                                                          |
| 아랍에미리트      | 오빗 쇼타임                         | 금요일 밤 10시                                                                          |
| 영국              | 스카이 스포츠 3 & 스카이 스포츠 HD3 | 금요일 자정, 토요일 정오                                                                |
| 예멘              | 오빗 쇼타임                         | 금요일 밤 10시                                                                          |